# 비폭력 혁명
비폭력 혁명(非暴力革命) 또는 무혈 혁명(無血革命)은 폭력적 투쟁 없이 시민 불복종 등을 통해서만 이루어낸 혁명이다. 대부분의 경우 시민 불복종은 개혁이나 자치 같은, 혁명보다는 훨씬 제한된 목적을 이루기 위해 이루어지는 경우가 많지만, 일부는 이러한 비폭력 행위만으로 혁명에 이르기도 한다.
비폭력 혁명의 정의는 범위에 따라 다르다. 넓게는 정권 교체나 국가 정통성 채택과 관련된 상황에서, 전쟁이나 내전의 명분이 될 수 있는 위험한 상황을 평화로운 방식으로 막아내거나 이겨낸 경우(예시: 예송)까지 포함하는 경우부터 정권의 교체까지 이루어내 성공적으로 끝낸 비폭력 혁명(예시: 오렌지 혁명)만을 지칭하는 경우도 있다. 실제 역사상에서는 1989년을 전후한 동구권 공산정권들의 연쇄붕괴가 무혈혁명의 한 예시이며, 체코슬로바키아의 벨벳 혁명이 그 대표적 존재이다.

## 비폭력 혁명 목록
| 시기                               | 위치                | 이름                      | 설명 | 명분 및 목적 | 성공 여부 |
| ---------------------------------- | ------------------- | ------------------------- | --- | --- | --------- |
| 1688년 ~ 1689년                    | 유럽 영국           | 명예 혁명                 | 왕가의 인물들에게만 한정된 비폭력 혁명이었다는 주장이 있으며, 이로 인해 완벽한 비폭력 혁명이라고 지칭하기에는 다소 논란이 있다. | |           |
| 1987년 6월 10일 ~ 6월 29일         | 아시아 대한민국     | 6월 민주 항쟁             | | - 호헌 조치 철폐 및 대통령 직선제 개헌 요구                                                                                   | 예        |
| 1989년 11월 17일 ~ 12월 29일       | 유럽 체코슬로바키아 | 벨벳 혁명                 | | | 예        |
| 2004년 11월 22일 ~ 2005년 1월 23일 | 유럽 우크라이나     | 오렌지 혁명               | | - 우크라이나 정부가 최고재판소의 결정을 기다리도록 저지 - 최고 재판소의 결정을 근거로 대통령 선거 결선 재투표 진행            | 예        |
| 2011년 2월 14일 ~ 3월 18일         | 아시아 바레인       | 진주 혁명                 | | - 정부에 고용 창출과 임금 인상 - 40년간 재임하고 있는 할리파 이븐 살만 알할리파 총리의 퇴진 - 의원 내각제의 도입을 요구       | 아니요    |
| 2020년                             | 유럽 벨라루스       | 2020–2021년 벨라루스 시위 | | - 알략산드르 루카셴카와 현 정권의 사임 - 새롭고 공정한 대통령 선거 - 정치범 석방 - 경찰 폭력 중단 - 2020년 대통령 선거 재검표 | 아니요    |

## 같이 보기
1. ↑  Hertzler, James R. (1987년 1월). “Who Dubbed It “The Glorious Revolution?””. 《Albion》 (영어) 19 (4): 579–585. doi:10.2307/4049475. ISSN 0095-1390.